# The Out-of-Towners (album)
The Out-of-Towners è un album dal vivo di Keith Jarrett, Gary Peacock e Jack DeJohnette, pubblicato nel 2004.

## Tracce
1. Intro / I Can't Believe That You're in Love With Me (Clarence Gaskill, Jimmy McHugh) – 12:10
2. You've Changed (Bill Carey, Carl T. Fischer) – 8:13
3. I Love You (Cole Porter) – 10:00
4. The Out-of-Towners (Jarrett) – 19:45
5. Five Brothers (Gerry Mulligan) – 11:12
6. It's All in the Game (Charles Dawes, Carl Sigman) – 6:47

## Formazione
- Keith Jarrett – piano
- Gary Peacock - contrabbasso
- Jack DeJohnette - batteria